# Hibiscus chrysochaetus
Hibiscus chrysochaetus är en malvaväxtart som beskrevs av Oskar Eberhard Ulbrich. Hibiscus chrysochaetus ingår i Hibiskussläktet som ingår i familjen malvaväxter. Inga underarter finns listade i Catalogue of Life.